# 렛츠 고릴라!
《렛츠 고릴라!》(영어: Let's Gorilla!)는 대한민국과 중국이 공동제작한 애니메이션으로, KBS 2TV에서 2021년 11월 16일부터 2022년 5월 11일까지 매주 수요일 오후 5시 15분에 방영했다.

## 방송 일시
| 방송 채널 | 방송일                             | 방송 시간 |
| --------- | ---------------------------------- | --------- |
| KBS 2TV   | 2021년 11월 16일 ~ 2022년 5월 11일 | 종료      |

## 줄거리
은하계 곳곳에 최고의 주스를 공급하는 델망고 주스회사. 주스의 신선도가 떨어지기 전에 온 우주에 배달을 완료해야 하는 막중한 임무를 맡은 세 고릴라, 도니, 파블로, 그리고 프랑코 최고의 슈퍼카를 몰며 레이싱을 즐기는 이들에게 우주 배달부는 최고의 직업이다. 이 삼총사는 호시탐탐 주스를 가로채려는 악명높은 우주해적 빅릴라에 맞서, 협동심과 재치 그리고 용기를 발휘해 무사히 배달 미션을 완수해야 한다. 언제나 흥미진진한 액션과 모험이 가득한 은하계에서 도니, 파블로, 프랑코와 함께 종횡무진 은하계를 달려나간다!

## 등장인물
- 도니
- 파블로
- 프랑코
- 옐로햇 사부
- 로미
- 빅릴라
- 매니
- 헨치

## 목소리 출연
- 김기철: 도니, 매니
- 고성일: 파블로, 헨치
- 이종혁: 프랑코
- 권혁수: 빅릴라, 옐로햇 사부
- 박소라: 로미

## 제작진
- 책임 프로듀서: 박성주
- 프로듀서: 이순주
- 총감독: 이준우
- 프로듀서: 이상우
- 시나리오: 김봄, 서현경, 장성욱, 조진리, 송지호, 윤라영, 윤성재, 권호현, 최성욱
- 디자인: 이준우, 이상우
- 배경 디자인: 장형식, 홍수현
- 스토리보드: 장형식, 공영석, 이찬웅, 정달희, 이기웅, 홍수현
- 애니메이션 연출: 이준우
- 제작 슈퍼바이저: 이상우
- 애니메이션 슈퍼바이저: 이준우
- 레이아웃/세팅: 윤동건, 김종성
- 라이팅: 박홍준
- 모델링/맵핑: 김종성
- 리깅: 김종성
- 비주얼 이펙트/합성: 박홍준
- 영상편집: 김영환
- 주제가 작곡: 이성장
- 주제가 노래: 서가영
- SFX: 김병찬
- 녹음/믹싱: 티제이웍스 정서현
- 음악: 이성장
- 번역: 임문경
- 홈페이지 제작: KBS미디어 김하늘
- 애니메이션 제작: (위저드 팜 (언급되지 않음) <- 비아이그룹) 조이스푼
- 제작협력: 조이스푼
- 종합편집: 이수은
- 자막 디자인: 황은서
- 조연출: 차한결
- 연출: 이순주
- 제작: KBS, (WizardFarm <- 비아이그룹) 조이스푼 - IP Development for Multi Platform
- 저작권: KBS, WizardFarm, 조이스푼 All rights reserved.

## 방영 목록
| 회차       | 주제                  | 방송 일자        |
| ---------- | --------------------- | ---------------- |
| 1화        | 솔라 캐노피           | 2021년 11월 16일 |
| 2화        | 태양새를 찾아서       | 2021년 11월 17일 |
| 3화        | 어디있니, 텔레페스타? | 2021년 11월 23일 |
| 4화        | 유령행성              | 2021년 11월 24일 |
| 5화        | 빅릴라가 달라졌어요   | 2021년 11월 30일 |
| 6화        | 주스장인의 비법       | 2021년 12월 1일  |
| 7화        | 주사위 실종사건       | 2021년 12월 8일  |
| 8화        | 이달의 우수사원       | 2021년 12월 15일 |
| 9화        | 바이러스 대소동       | 2021년 12월 22일 |
| 10화       | 할 수 있어, 도니!     | 2021년 12월 29일 |
| 11화       | 영웅의 자격           | 2022년 1월 5일   |
| 12화       | 딸꾹질 소동           | 2022년 1월 12일  |
| 13화       | 물이 싫은 프랑코      | 2022년 1월 19일  |
| 14화       | 초콜릿 화산           | 2022년 1월 26일  |
| 15화       | 말하는 과일           | 2022년 2월 16일  |
| 16화       | 사라진 로미           | 2022년 2월 23일  |
| 17화       | 프랑코의 요리         | 2022년 3월 2일   |
| 18화       | 바오밥 여우           | 2022년 3월 16일  |
| 19화       | 내 마음을 받아줘      | 2022년 3월 23일  |
| 20화       | 잘못된 주문           | 2022년 3월 30일  |
| 21화       | 고릴란테와 황금사과   | 2022년 4월 6일   |
| 22화       | 조왕 사부님           | 2022년 4월 13일  |
| 23화       | 드래곤 주스           | 2022년 4월 20일  |
| 24화       | 렛츠 고릴라 밴드      | 2022년 4월 27일  |
| 25화       | 스승과 제자 1         | 2022년 5월 4일   |
| 최종화(26) | 스승과 제자 2         | 2022년 5월 11일  |

## 결방 및 편성안내
- 2022년 2월 2일: 설연휴의 관계로 인해 결방되었다.
- 2022년 2월 9일: 2022년 베이징 동계 올림픽의 관계로 인해 결방되었다.
- 2022년 3월 9일: 주말 드라마 신사와 아가씨(재)의 관계로 인해 결방되었다.